# Natacha Rostova (film)
Pour l’article homonyme, voir Natacha Rostova.
Natacha Rostova (en russe : Наташа Ростова,) est un film muet russe sorti en 1915, réalisé par Piotr Tchardynine, et adapté du roman Guerre et Paix de Léon Tolstoï.

## Fiche technique
- Titre original : Наташа Ростова
- Titre français : Natacha Rostova
- Réalisation : Piotr Tchardynine
- Producteur : Alexandre Khanjonkov
- Pays d'origine : Empire russe
- Langue : russe (intertitres)
- Format : Noir et blanc
- Date de sortie : 
  - Empire russe : 13 février 1915

## Distribution
- Vera Karalli
- Aleksandr Kheruvimov
- Ivan Mosjoukine
- Vitold Polonski